# 대한민국 통일부 장관
통일부 장관(統一部 長官)은 대한민국 통일부의 수장으로 국무위원으로 보한다. 통일부 장관은 국무위원 서열 5위에 해당한다.

## 역사
통일부 장관의 역사는 통일부의 역사에 따른다.
1969년에 국토통일원이 발족하게 됨에 따라 국토통일원 장관이 역할을 수행하기 시작했다. 국토통일원은 1990년, 통일원으로 개편되었으며 이 시기에 통일원장관은 부총리인 통일부총리를 겸직하였다. 1998년, 김대중 정부 당시 통일원이 통일부로 개편되면서 통일부 장관이 역할을 수행하게 되었다.

## 임명
통일부장관을 포함한 대한민국의 장관은 헌법 상 국무위원 중에서 국무총리의 제정으로 대통령이 임명한다.
국무위원은 국무총리의 제청으로 대통령이 임명하며 임명 이전 국회의 인사청문회를 거치게 된다.
국회는 국무위원의 해임을 대통령에게 건의할 수 있으며 이 때 해임건의는 국회의원 재적의원 3분의 1 이상의 발의에 의하여 국회재적의원 과반수의 찬성을 필요로 한다. 또한 국무총리는 국무위원의 해임을 대통령에게 건의할 수 있다.

## 역할
대한민국 통일부 장관은 다음과 같은 역할을 한다.
1. 정부조직법 제7조제1항에 따라 각 행정기관의 장은 소관사무를 통할하고 소속공무원을 지휘·감독한다.
2. 정부조직법 제31조에 따라 통일부장관은 통일 및 남북대화·교류·협력에 관한 정책의 수립, 통일교육, 그 밖에 통일에 관한 사무를 관장한다.

## 역대 국토통일원 장관(1969~1990)
| 대수   | 이름   | 취임일           | 퇴임일           | 정부        |
| ------ | ------ | ---------------- | ---------------- | ----------- |
| 제1대  | 신태환 | 1969년 2월 17일  | 1970년 3월 9일   | 제3공화국   |
| 제2대  | 김영선 | 1970년 3월 10일  | 1973년 12월 2일  | 제4공화국   |
| 제3대  | 김용식 | 1973년 12월 3일  | 1974년 9월 17일  | 제4공화국   |
| 제4대  | 신도성 | 1974년 9월 18일  | 1975년 8월 17일  | 제4공화국   |
| 제5대  | 유상근 | 1975년 8월 18일  | 1976년 12월 3일  | 제4공화국   |
| 제6대  | 이용희 | 1976년 12월 4일  | 1979년 12월 13일 | 제4공화국   |
| 제7대  | 이규호 | 1979년 12월 14일 | 1980년 5월 21일  | 제4공화국   |
| 제8대  | 최완복 | 1980년 5월 22일  | 1980년 9월 1일   | 제4공화국   |
| 제9대  | 이범석 | 1980년 9월 2일   | 1982년 1월 3일   | 제5공화국   |
| 제10대 | 손재식 | 1982년 1월 4일   | 1985년 2월 18일  | 제5공화국   |
| 제11대 | 이세기 | 1985년 2월 19일  | 1985년 7월 31일  | 제5공화국   |
| 제12대 | 박동진 | 1985년 8월 1일   | 1986년 8월 26일  | 제5공화국   |
| 제13대 | 허문도 | 1986년 8월 27일  | 1988년 2월 24일  | 제5공화국   |
| 제14대 | 이홍구 | 1988년 2월 25일  | 1990년 3월 18일  | 노태우 정부 |
| 제15대 | 홍성철 | 1990년 3월 19일  | 1990년 12월 26일 | 노태우 정부 |

## 역대 부총리 겸 통일원 장관(1990~1998)
| 대수   | 이름   | 취임일           | 퇴임일           | 정부        |
| ------ | ------ | ---------------- | ---------------- | ----------- |
| 제16대 | 최호중 | 1990년 12월 27일 | 1992년 6월 25일  | 노태우 정부 |
| 제17대 | 최영철 | 1992년 6월 26일  | 1993년 2월 25일  | 노태우 정부 |
| 제18대 | 한완상 | 1993년 2월 26일  | 1993년 12월 21일 | 김영삼 정부 |
| 제19대 | 이영덕 | 1993년 12월 22일 | 1994년 4월 29일  | 김영삼 정부 |
| 제20대 | 이홍구 | 1994년 4월 30일  | 1994년 12월 16일 | 김영삼 정부 |
| 제21대 | 김덕   | 1994년 12월 24일 | 1995년 2월 21일  | 김영삼 정부 |
| 제22대 | 나웅배 | 1995년 2월 22일  | 1995년 12월 20일 | 김영삼 정부 |
| 제23대 | 권오기 | 1995년 12월 21일 | 1998년 3월 2일   | 김영삼 정부 |

## 역대 통일부 장관(1998~)
| 대수   | 이름   | 취임일           | 퇴임일           | 정부        |
| ------ | ------ | ---------------- | ---------------- | ----------- |
| 제24대 | 강인덕 | 1998년 3월 3일   | 1999년 5월 23일  | 김대중 정부 |
| 제25대 | 임동원 | 1999년 5월 24일  | 1999년 12월 23일 | 김대중 정부 |
| 제26대 | 박재규 | 1999년 12월 24일 | 2001년 3월 25일  | 김대중 정부 |
| 제27대 | 임동원 | 2001년 3월 26일  | 2001년 9월 6일   | 김대중 정부 |
| 제28대 | 홍순영 | 2001년 9월 7일   | 2002년 1월 28일  | 김대중 정부 |
| 제29대 | 정세현 | 2002년 1월 29일  | 2003년 2월 26일  | 김대중 정부 |
| 제30대 | 정세현 | 2003년 2월 27일  | 2004년 6월 30일  | 노무현 정부 |
| 제31대 | 정동영 | 2004년 7월 1일   | 2005년 12월 30일 | 노무현 정부 |
| 제32대 | 이종석 | 2006년 2월 10일  | 2006년 12월 10일 | 노무현 정부 |
| 제33대 | 이재정 | 2006년 12월 11일 | 2008년 2월 28일  | 노무현 정부 |
| 제34대 | 김하중 | 2008년 3월 11일  | 2009년 2월 11일  | 이명박 정부 |
| 제35대 | 현인택 | 2009년 2월 12일  | 2011년 9월 16일  | 이명박 정부 |
| 제36대 | 류우익 | 2011년 9월 17일  | 2013년 3월 10일  | 이명박 정부 |
| 제37대 | 류길재 | 2013년 3월 11일  | 2015년 3월 12일  | 박근혜 정부 |
| 제38대 | 홍용표 | 2015년 3월 13일  | 2017년 7월 2일   | 박근혜 정부 |
| 제39대 | 조명균 | 2017년 7월 3일   | 2019년 4월 7일   | 문재인 정부 |
| 제40대 | 김연철 | 2019년 4월 8일   | 2020년 6월 19일  | 문재인 정부 |
| 제41대 | 이인영 | 2020년 7월 27일  | 2022년 5월 9일   | 문재인 정부 |
| 제42대 | 권영세 | 2022년 5월 16일  | 2023년 7월 28일  | 윤석열 정부 |
| 제43대 | 김영호 | 2023년 7월 28일  | 2025년 7월 25일  | 윤석열 정부 |
| 제44대 | 정동영 | 2025년 7월 25일  | 현직             | 이재명 정부 |

## 같이 보기
- 통일부
- 통일부 차관